# Lijst van burgemeesters van Leeuwarden
Dit is een lijst van burgemeesters van de Nederlandse gemeente Leeuwarden in de provincie Friesland. Wanneer sprake was van een presiderend burgemeester of maire, is deze genoemd.
| Ambtsperiode                          | Naam burgemeester                          | Partij of stroming      | Bijzonderheden                |
| ------------------------------------- | ------------------------------------------ | ----------------------- | ----------------------------- |
| 1808-1813                             | Cornelius Julius van Burmania              |                         | [ 2 ]                         |
| 1813-1815                             | mr. Bernhardus Buma                        |                         | [ 2 ]                         |
| 1816-1817                             | R. Buysing                                 |                         | [ 2 ]                         |
| 1818                                  | S. Salverda                                |                         | [ 2 ]                         |
| 1818-1819                             | J.D. Wierdsma                              |                         | [ 2 ]                         |
| 1820                                  | Joh. Romkes                                |                         | [ 2 ]                         |
| 1821-1822                             | Pier Zeper                                 |                         | [ 2 ]                         |
| 1823-1824                             | J.D. Wierdsma                              |                         | [ 2 ]                         |
| 7 april 1824 - 18 juni 1840           | Thijs Feenstra                             |                         |                               |
| 18 juni 1840 - 1851                   | mr. J.H. van Boelens                       | liberaal                |                               |
| 1851 - 1865                           | mr. J.H. Beucker Andreae                   |                         |                               |
| 1865 - 1871                           | D. Zeper                                   |                         |                               |
| 11 september 1871 - 10 september 1877 | mr. J. Bieruma Oosting                     | conservatief            |                               |
| september 1877 tot 1883               | mr. W.J. van Welderen baron Rengers        | liberaal, Liberale Unie |                               |
| 1 november 1883 - 1 december 1891     | P. Lycklama à Nijeholt                     |                         |                               |
| 1892 - 1 juni 1898                    | mr. J.S. baron van Harinxma thoe Slooten   | liberaal                |                               |
| 1 september 1898 - 1 september 1904   | mr.dr. A. baron Röell                      | liberaal                |                               |
| 1904 - 1911                           | A.E. Zimmerman                             |                         |                               |
| 1 oktober 1911 - 1 oktober 1918       | mr. J.A.N. Patijn                          | partijloze liberaal     |                               |
| 1918 - 1943                           | jhr.mr. J.M. van Beyma                     |                         |                               |
| 1943 - 1945                           | mr. W.J. Schönhard                         | NSB                     |                               |
| 1945 - 1946                           | mr. J. Algera                              | ARP                     | waarnemend                    |
| 16 maart 1946 - 1 maart 1966          | mr. Adriaan (A.A.M.) van der Meulen        | PvdA                    |                               |
| 1966 - 1966                           | Willem Harmsma                             | PvdA                    |                               |
| 1967 - 1983                           | Johannes (J.S.) Brandsma                   | PvdA                    |                               |
| 1983 - 1993                           | mr. John (G.J.) te Loo                     | PvdA                    | was burgemeester van Schiedam |
| 1 november 1993 - 3 augustus 1998     | drs. Haijo (H.H.) Apotheker                | D66                     |                               |
| 16 februari 1999 - 1 november 2001    | Mevr. Loekie (L.B.M.) van Maaren-van Balen | PvdA                    |                               |
| 1 november 2001 - 1 april 2004        | Mevr. Margreeth (M.) de Boer               | PvdA                    |                               |
| 1 mei 2004 - 15 juli 2007             | mr.dr. Geert (G.D.) Dales                  | VVD                     |                               |
| 15 november 2007 - 26 augustus 2019   | drs. Ferd (F.J.M.) Crone                   | PvdA                    |                               |
| 26 augustus 2019 - heden              | mr. Sybrand (S.) van Haersma Buma          | CDA                     |                               |

1. ↑  Historisch Centrum Leeuwarden: Burgemeesters. Gearchiveerd op 29 april 2017.
2. 1 2 3 4 5 6 7 8  Inventaris 1002 - Gemeentebestuur van Leeuwarden, 1811-1941. Toegang 1002 Gemeentebestuur van Leeuwarden, 1811-1941. Historisch Centrum Leeuwarden / Histoarysk Sintrum Ljouwert. Geraadpleegd op 25 augustus 2019.
3. ↑  ontslag vanwege toenemende gezichtszwakte